# Рзаев, Гасым Гара оглы
Гасым Гара оглы Рзаев (азерб. Qasım Qara oğlu Rzayev; 5 мая 1970 — 14 мая 1992) — военнослужащий Вооружённых сил Республики Азербайджан, Национальный Герой Азербайджана (1993).

## Биография
Родился Гасым Рзаев 5 мая 1970 года в селе Алибейли, Товузского района, Азербайджанской ССР. В 1987 году завершил обучение в сельской общеобразовательной школе По направлениб от военного комиссариата обучился и получил профессию водителя. В 1988 году был призван на срочную военную службу в ряды Вооружённых сил Советского Союза. Служил в артиллерийской части в Украине. За военную выправку и подготовку неоднократно награждался знаками отличия Советской армии. Завершив службу в 1990 году, возвратился на родину, которая была охвачена военным конфликтом. Гасым добровольно записался в один из батальонов самообороны, которые создавались для защиты сових населённых пунктов.
Гасым Рзаев как один из первых солдат Национальной армии Азербайджана, принимал участие при обороне сёл Бучуглу, Агдам, Гаджалы. Управлял боевой машиной, с которой неоднократно попадал в засады противника. 11 февраля 1992 года противник перешёл в наступление с территории так называемого "кровавого мешка", и наткнулся на отряд Рзаева, который незамедлительно принял бой и остановил вражеские силы. 14 мая 1992 года отряды противника, имея тяжёлую технику, атаковали приграничные районы Товузского района Азербайджана. Ракетными ударами были атакованы позиции отряда, в котором нёс службу на боевой машине Гасым Рзаев. Один из снарядов попал в машину и разорвался. Рзаев получил смертельные ранения и погиб в бою.
Гасым был женат.

## Память
Указом Президента Азербайджанской Республики № 457 от 5 февраля 1993 года Гасыму Гара оглы Рзаеву было присвоено звание Национального Героя Азербайджана (посмертно).
Похоронен на кладбище родного села Алибейли Товузского района.
- Средняя школа села Хаджалы Товузского района носит имя Национального Героя Азербайджана.
- Режиссер Этибар Мамедов снял документальный фильм о Рзаеве под названием "Qasımın andı" с презентацией Евразийского института международных исследований[4].
- В 2019 году перед домом, где жил Национальный Герой в Товузе, был открыт его барельеф.